# Àcid selenós
L'àcid selenós és el compost químic amb la fórmula química H₂SeO₃. Estructuralment s'escriu de forma més acurada com (HO)₂SeO. És l'oxoàcid principal de seleni; l'altra és l'àcid selènic.

## Formació i propietats

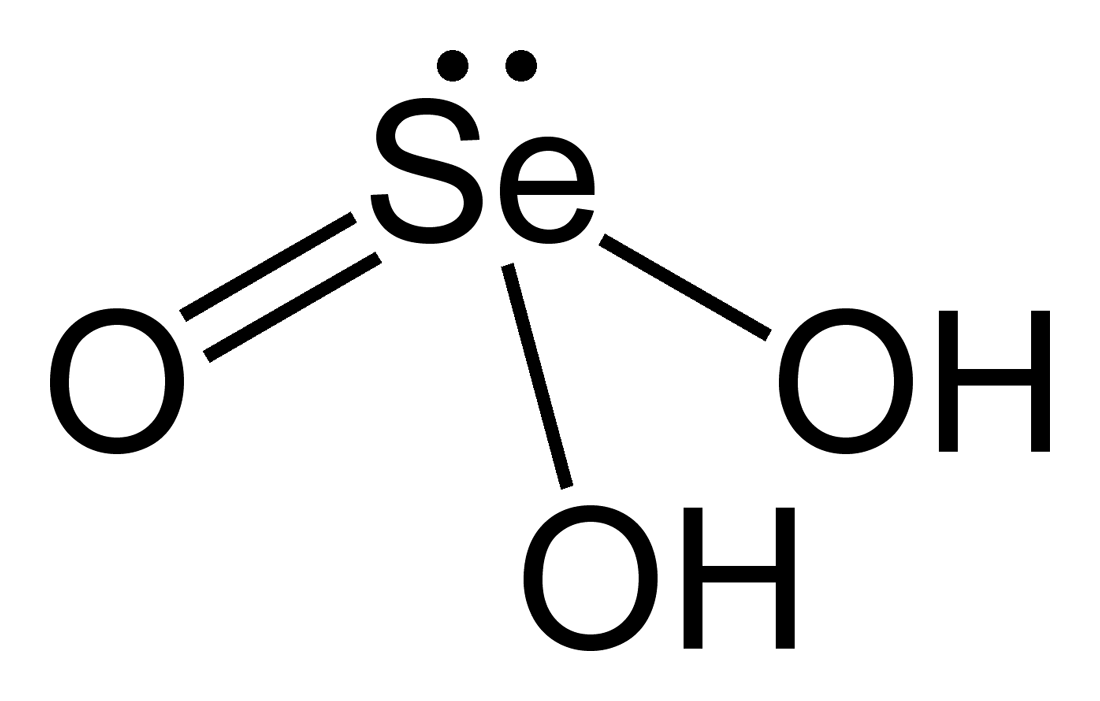
Estructura

L'àcid selenós és anàleg amb l'àcid sulfurós, però s'aïlla més ràpidament que aquest. Es forma fàcilment àcid selenós per addició de diòxid de seleni a l'aigua. om a sòlid cristal·lí, aquest compost es pot veure com molècules piramidals interconnectades amb enllaços d'hidrogen. En solució és un àcid dipròtic:
H
2SeO
3  H+
 + HSeO−
3 (pKa = 2.62)
HSeO−
3  H+
 + SeO2−
3 (pKa = 8.32)
És moderadament oxidant però cinèticament lent. En 1 M H+
:
H
2SeO
3 + 4 H+
 + 4 e-  Se + 3 H
2O (Eo = +0.74 V)
En 1 M OH−
:
SeO2−
3 + 4 e- + 3 H
2O  Se + 6 OH−
 (Eo = −0.37 V)
Es fa servir en la síntesi orgànica per sintetitzar 1,2-dicetones (p.e. glioxal).

## Usos
L'ús principal és canviar el color de l'acer, especialment l'acer d'armes de foc. El procés d'emblavir o "blueing" usa àcid selenós, nitrat de coure(II), i àcid nítric per canviar el color de l'acer del gris-plata al gris blavós. Algunes làmines de navalles antigues també estan fetes d'acer emblavit.
Un altre ús és l'enfosquiment químic patinació del coure, llautó i bronze, produint un color marró fosc.
L'àcid selenós és el component clau del reactiu de Mecke usat per detectar les drogues.

## Efectes en la salut
L'àcid selenós és molt tòxic i la seva ingestió normalment fatal.